# Gazaoua
Gazaoua est une localité et une commune rurale du sud du Niger, chef-lieu du département de Gazaoua, dans la région de Maradi.

## Géographie

### Situation
Gazaoua est située sur la route nationale 1 à 16 km à l'est d'Aguié et 94 km à l'est du chef-lieu régional Maradi.
| Aguié   | Tessaoua | Koona         |
| Gangara | Gazaoua  | Korgom        |
| Nigeria | Nigeria  | Haouandaouaki |

## Histoire
La commune de Gazaoua est instaurée en 2002.

## Population
Lors du recensement général de 2012, la population urbaine de Gazaoua est relevée à 14 674 habitants, la population rurale de la commune est de 93 932 habitants, soit une population communale de 108 606 habitants.

## Économie

### Transport et communication
La localité se trouve sur la route nationale N1, le grand axe ouest-est Niamey-Dosso-Maradi-Zinder-Diffa-N'Guigmi.